# Championnats du monde de pentathlon moderne 2013
Navigation
Rome 2012 Varsovie 2014
Les Championnats du monde de pentathlon moderne 2013 se sont déroulés à Kaohsiung à Taïwan du 21 au 27 août.

## Résultats

### Hommes
| Épreuves   | Or                                                           | Argent                                              | Bronze                                             |
| Individuel | Justinas Kinderis                                            | Nicholas Woodbridge                                 | Aleksander Lesun                                   |
| Par équipe | France Jean-Maxence Berrou Christopher Patte Valentin Prades | Russie Ilia Frolov Sergey Karyakin Aleksander Lesun | Corée du Sud Jung Jin-hwa Jung Hwon-Ho Lee Woo-Jin |
| Relais     | Hongrie Bence Demeter Robert Kasza Ádám Marosi               | Chine Cai Zhaohong Chen Fulao Guo Jianli            | Russie Ilia Frolov Aleksander Lesun Dmitry Lukach  |

### Femmes
| Épreuves   | Or                                                     | Argent                                                | Bronze                                                         |
| Individuel | Laura Asadauskaitė                                     | Yane Marques                                          | Donata Rimšaitė                                                |
| Par équipe | Royaume-Uni Kate French Mhairi Spence Samantha Murray  | Chine Chen Qian Liang Wanxia Zhang Xiaonan            | Ukraine Hanna Buriak Anastasiya Spas Victoria Tereshuk         |
| Relais     | Ukraine Hanna Buriak Iryna Khokhlova Victoria Tereshuk | Hongrie Zsófia Földházi Leila Gyenesei Sarolta Kovacs | Russie Alise Fakhrutdinova Liudmila Kukushkina Donata Rimšaitė |

### Mixte
| Épreuves | Or                                    | Argent                                      | Bronze                                     |
| Relais   | France Élodie Clouvel Valentin Belaud | Lettonie Jeļena Rubļevska Deniss Cerkovskis | Ukraine Iryna Khokhlova Pavlo Tymoshchenko |